# Yusuke Hatanaka
Yusuke Hatanaka (畑中 勇介, Hatanaka Yūsuke), né à Tokyo le 21 juin 1985, est un coureur cycliste japonais.

## Biographie
Yusuke Hatanaka naît le 21 juin 1985 à Tokyo au Japon. Après avoir été membre de Skil-Shimano en 2008, il est devenu membre à partir de 2009 de l'équipe Shimano Racing. Bien qu'il participe essentiellement aux courses de l'UCI Asia Tour, il lui arrive de participer à des courses de l'UCI Europe Tour, c'est ainsi qu'il termine 51e à la Ronde pévéloise 2014.

## Palmarès
- 2003
  -  Champion du Japon sur route juniors
  - 2e du championnat du Japon du contre-la-montre juniors
- 2005
  - 2e du championnat du Japon du contre-la-montre espoirs
- 2006
  - Grand Prix de Puy-l'Évêque
  - 3e du championnat du Japon du contre-la-montre espoirs
- 2007
  -  Champion du Japon du contre-la-montre
- 2008
  - 7e étape du Jelajah Malaysia
  - 1reb étape du Brixia Tour (contre-la-montre par équipe)
- 2010
  - 2e de la Kumamoto Road Race
  - 3e de la Japan Cup
- 2011
  - 2e étape du Tour d'Okinawa
- 2012
  - 2e du Tour d'Okinawa
- 2015
  - 2e du championnat du Japon sur route
- 2017
  -  Champion du Japon sur route
  - 3e du Tour d'Okinawa
- 2018
  -  Champion d'Asie du contre-la-montre par équipes

## Classements mondiaux
| Année           | 2005 | 2006 | 2007 | 2008 | 2009 | 2010 | 2011 | 2012 | 2013 | 2014  |
| --------------- | ---- | ---- | ---- | ---- | ---- | ---- | ---- | ---- | ---- | ----- |
| UCI Asia Tour   | 157e | 243e | 173e | 213e |      |      | 30e  | 39e  | 70e  | 196e  |
| UCI Europe Tour |      |      |      | 875e |      |      |      |      |      | 1057e |